# 貝塚市立第四中学校
貝塚市立第四中学校（かいづかしりつだいよんちゅうがっこう）は、大阪府貝塚市にある公立中学校。

## 交通
- 阪和線 和泉橋本駅

## 出身者
- 池田夢見 - 歌手[1]
- 丸山優真 - 十種競技選手[2]